# Xanthorhoe discomaculata
Xanthorhoe discomaculata är en fjärilsart som beskrevs av Gillet 1966. Xanthorhoe discomaculata ingår i släktet Xanthorhoe och familjen mätare. Inga underarter finns listade i Catalogue of Life.